# Чемпионат СССР по лёгкой атлетике 1946
Лично-командный чемпионат СССР по лёгкой атлетике 1946 года проходил с 8 по 15 сентября в Днепропетровске на стадионе «Сталь», восстановленном после войны. На старт вышли 1385 легкоатлетов, представлявшие команды союзных республик и городов Москвы и Ленинграда. На протяжении восьми дней был разыгран 41 комплект медалей (26 у мужчин и 15 у женщин). Параллельно проходило первенство страны среди юношей и девушек.
Главный судья чемпионата — И. Шейнов, заместители — Павел Ратов и С. Березницкий. Соревнования обслуживали 80 судей, из них 17 — всесоюзной категории, 17 — республиканской категории.
В 1946 году в программу чемпионатов СССР впервые были включены мужская ходьба на 50 км и женская эстафета 4×200 метров. Спустя 8 лет вновь были разыграны медали в мужской эстафете 4×400 метров. Исключены из программы первенства шведская эстафета 800+400+200+100 метров и ходьба на 10 000 метров.
Виды, дебютировавшие на чемпионате 1946 года, ожидаемо принесли новые рекорды СССР. В ходьбе на 50 км первенство оспаривали 7 спортсменов, лучшим из которых стал Адольф Лиепаскалнс. Первым всесоюзным достижением стал его результат 4:49.35,8. В женской эстафете 4×200 метров новыми рекордсменками стали бегуньи из сборной Москвы — 1.44,2.
Соревнования начались через две недели после чемпионата Европы, первого крупного официального турнира, в котором приняла участие сборная СССР. Старты проходили в Осло и закончились достаточно успешно для советских спортсменов, завоевавших 6 золотых, 7 серебряных и 4 бронзовых медали. Большинство триумфаторов континентального первенства приняли участие и в чемпионате страны, подтвердив в Днепропетровске свой высокий класс.
Двукратная чемпионка Европы в спринте Евгения Сеченова повторила свой успех на всесоюзном уровне. Бегунья из Москвы одержала уверенные победы в беге на 100 и 200 метров, к которым добавила ещё два золота в эстафетах. На дистанции 200 метров Сеченова улучшила собственный рекорд СССР — 24,9. Аналогичных успехов среди мужчин добился чемпион Европы Николай Каракулов. Как и Сеченова, он выиграл 100 и 200 метров, причём на второй дистанции повторил национальный рекорд (21,6).
Чемпионки Европы Татьяна Севрюкова (толкание ядра), Нина Думбадзе (метание диска) и Клавдия Маючая (метание копья) стали сильнейшими и на первенстве в Днепропетровске. Тяжелее всего соревнования сложились для Маючей, которой противостояла действующая чемпионка страны и серебряный призёр континентального первенства Людмила Анокина: в итоговом протоколе спортсменок разделили 83 см.
В третий раз по ходу сезона Александр Шехтель установил всесоюзный рекорд в метании молота — 54,64 м. Эта победа стала для него шестой в истории выступлений на чемпионатах страны.
В упорной борьбе на дистанции 1500 метров у женщин родился ещё один рекорд страны. Его установила Ольга Овсянникова, показавшая результат 4.37,8. Поскольку к середине XX века этот вид лёгкой атлетики был популярен только в СССР, время Овсянниковой одновременно оказалось высшим мировым достижением.
Александра Чудина установила новый рекорд в пятиборье (4476 очков), побив прежнее достижение на 1019 очков. На чемпионате она также выиграла прыжок в высоту со скромным результатом 1,55 м. Через день после финала в специальных соревнованиях на побитие рекорда Чудина выступила значительно лучше, записав в свой актив национальный рекорд 1,63 м.
Трёхкратным чемпионом страны стал Станислав Пржевальский, выигравший дистанции 1500, 10 000 метров и 3000 метров с препятствиями. Москвич Сергей Комаров был вне конкуренции в беге на круг: он занял первое место на «гладких» и барьерных 400 метрах, а также в эстафете.
Чемпионат СССР по кроссу прошёл отдельно, 9 июня в Измайловском парке Москвы.

## Командное первенство

### Мужчины и женщины
| Место | Команда        | Очки  |
| ----- | -------------- | ----- |
| 1     | Москва         | 72542 |
| 2     | РСФСР          | 68887 |
| 3     | Украинская ССР | 65671 |
| 4     | Ленинград      | 65397 |

### Юноши и девушки
| Место | Команда   | Очки  |
| ----- | --------- | ----- |
| 1     | Москва    | 25979 |
| 2     | РСФСР     | 25531 |
| 3     | Ленинград | 24861 |

## Медалисты

### Мужчины
| Дисциплина             | Золото                                                                      | Золото            | Серебро                                      | Серебро           | Бронза                                                                   | Бронза            |
| ---------------------- | --------------------------------------------------------------------------- | ----------------- | -------------------------------------------- | ----------------- | ------------------------------------------------------------------------ | ----------------- |
| 100 м                  | Николай Каракулов Москва                                                    | 11,0              | Пётр Головкин Москва                         | 11,1              | Александр Ярко Украинская ССР Харьков                                    | 11,4              |
| 200 м                  | Николай Каракулов Москва                                                    | 21,6              | Пётр Головкин Москва                         | 22,2              | Александр Ярко Украинская ССР Харьков                                    | 22,5              |
| 400 м                  | Сергей Комаров Москва                                                       | 49,8              | Евгений Буланчик Украинская ССР Киев         | 51,5              | Роберт Люлько Москва                                                     | 51,8              |
| 800 м                  | Александр Пугачёвский Москва                                                | 1.55,6            | Анатолий Зимин Москва                        | 1.55,7            | Фёдор Панков РСФСР Сахалин                                               | 1.56,3            |
| 1500 м                 | Станислав Пржевальский Москва                                               | 3.59,4            | Анатолий Зимин Москва                        | 3.59,6            | Фёдор Панков РСФСР Сахалин                                               | 4.00,0            |
| 5000 м                 | Феодосий Ванин Москва                                                       | 15.19,4           | Алексей Тюленев Москва                       | 15.30,4           | Никифор Попов РСФСР Хабаровск                                            | 15.35,6           |
| 10 000 м               | Станислав Пржевальский Москва                                               | 31.16,8           | Феодосий Ванин Москва                        | 31.26,6           | Степан Вакуров Москва                                                    | 31.29,0           |
| Марафон                | Яков Пунько Москва                                                          | 2:49.53,8         | Василий Гордиенко Ленинград                  | 2:50.23,0         | Николай Голованов Москва                                                 | 2:52.53,0         |
| 3000 м с препятствиями | Станислав Пржевальский Москва                                               | 9.17,2            | Павел Зверев РСФСР Московская область        | 9.25,4            | Владимир Казанцев Москва                                                 | 9.32,4            |
| 110 м с барьерами      | Иван Анисимов Украинская ССР Киев                                           | 15,5              | Пётр Денисенко Украинская ССР Днепропетровск | 15,8              | Евгений Буланчик Украинская ССР Киев                                     | 16,0              |
| 200 м с барьерами      | Иван Анисимов Украинская ССР Киев                                           | 25,2              | Имант Гайлис Латвийская ССР Рига             | 26,8              | Николай Митянин РСФСР Казань                                             | 27,0              |
| 400 м с барьерами      | Сергей Комаров Москва                                                       | 55,8              | Евгений Буланчик Украинская ССР Киев         | 57,2              | Имант Гайлис Латвийская ССР Рига                                         | 57,8              |
| Прыжок в высоту        | Юрий Русанов РСФСР Московская область                                       | 1,85 м            | Сергей Афанасьев Ленинград                   | 1,85 м            | Эдмунд Рохлин Ленинград                                                  | 1,85 м            |
| Прыжок с шестом        | Николай Озолин Москва                                                       | 4,10 м            | Владимир Дубинин РСФСР Ростов-на-Дону        | 4,00 м            | Виктор Князев Москва                                                     | 3,80 м            |
| Прыжок в длину         | Сергей Кузнецов Москва                                                      | 7,17 м            | Пётр Головкин Москва                         | 7,07 м            | Артём Агаеков Москва                                                     | 6,88 м            |
| Тройной прыжок         | Райво Арми Эстонская ССР Таллин                                             | 14,25 м           | Борис Замбримборц Москва                     | 14,16 м           | Артём Агаеков Москва                                                     | 13,90 м           |
| Толкание ядра          | Хейно Липп Эстонская ССР Тарту                                              | 15,68 м           | Дмитрий Горяинов Ленинград                   | 15,62 м           | Виктор Тутевич Москва                                                    | 14,49 м           |
| Метание диска          | Хейно Липп Эстонская ССР Тарту                                              | 46,26 м           | Леонид Митропольский Москва                  | 44,61 м           | Сергей Ляхов Туркменская ССР Ашхабад                                     | 44,56 м           |
| Метание молота         | Александр Шехтель Ленинград                                                 | 54,64 м           | Йоханнес Коткас Эстонская ССР Таллин         | 52,41 м           | Артур Шехтель Ленинград                                                  | 48,81 м           |
| Метание копья          | Леонид Антипьев Москва                                                      | 61,54 м           | Виктор Алексеев Ленинград                    | 60,55 м           | Фридрих Иссак Эстонская ССР Таллин                                       | 60,14 м           |
| Метание гранаты        | Виктор Алексеев Ленинград                                                   | 76,67 м           | Дмитрий Жилкин Москва                        | 72,22 м           | В. Чуйко Туркменская ССР Ашхабад                                         | 71,18 м           |
| Десятиборье*           | Пётр Денисенко Украинская ССР Днепропетровск                                | 6660 очков (6305) | Гавриил Коробков Москва                      | 6413 очков (6005) | Владимир Волков РСФСР Московская область                                 | 6345 очков (6084) |
| Ходьба на 20 км        | Арнольд Круклиньш Латвийская ССР Рига                                       | 1:38.39,2         | Петерис Зелтыньш Латвийская ССР Рига         | 1:38.40,6         | Вольдемар Лаузейс Латвийская ССР Рига                                    | 1:46.09,6         |
| Ходьба на 50 км        | Адольф Лиепаскалнс Латвийская ССР Алуксне                                   | 4:49.35,8         | Петерис Зелтыньш Латвийская ССР Рига         | 5:00.49,6         | Вольдемар Лаузейс Латвийская ССР Рига                                    | 5:35.44,6         |
| Эстафета 4×100 м       | Москва Пётр Головкин Гавриил Коробков Артём Агаеков Николай Каракулов       | 43,2              | Украинская ССР                               | 43,8              | РСФСР                                                                    | 44,1              |
| Эстафета 4×400 м       | Москва Алексей Максимов Анатолий Зимин Александр Пугачёвский Сергей Комаров | 3.24,4            | Украинская ССР                               | 3.26,6            | Эстонская ССР Александр Чикин Хейно Липп Эрих Веэтыусме Александр Сирель | 3.29,6            |

* Для определения победителя в соревнованиях десятиборцев использовалась старая система начисления очков. Пересчёт с использованием современных таблиц перевода результатов в баллы приведён в скобках.

### Женщины
| Дисциплина       | Золото                                                                       | Золото     | Серебро                                | Серебро    | Бронза                               | Бронза     |
| ---------------- | ---------------------------------------------------------------------------- | ---------- | -------------------------------------- | ---------- | ------------------------------------ | ---------- |
| 100 м            | Евгения Сеченова Москва                                                      | 12,1       | Зоя Духович РСФСР Ростов-на-Дону       | 12,5       | В. Заяц Ленинград                    | 12,8       |
| 200 м            | Евгения Сеченова Москва                                                      | 24,9       | Зоя Духович РСФСР Ростов-на-Дону       | 26,4       | Валентина Красикова Ленинград        | 26,4       |
| 400 м            | Вера Пижурина Украинская ССР Киев                                            | 59,8       | Валентина Андрианова Москва            | 1.00,2     | Людмила Горностаева РСФСР Свердловск | 1.01,6     |
| 800 м            | Людмила Горностаева РСФСР Свердловск                                         | 2.16,3     | Ольга Овсянникова Москва               | 2.17,5     | Галина Жильцова Москва               | 2.19,2     |
| 1500 м           | Ольга Овсянникова Москва                                                     | 4.37,8     | Людмила Горностаева РСФСР Свердловск   | 4.40,2     | Анна Зайцева Москва                  | 4.42,4     |
| 80 м с барьерами | Валентина Фокина РСФСР Горький                                               | 11,7       | Елена Гокиели Грузинская ССР Тбилиси   | 11,8       | Мария Барылова Москва                | 12,0       |
| Прыжок в высоту  | Александра Чудина Москва                                                     | 1,55 м     | Валентина Фокина РСФСР Горький         | 1,50 м     | Любовь Канаки Украинская ССР Киев    | 1,50 м     |
| Прыжок в длину   | Лидия Гайле Латвийская ССР Рига                                              | 5,42 м     | Екатерина Адаменко Украинская ССР Киев | 5,39 м     | Галина Турова Москва                 | 5,32 м     |
| Толкание ядра    | Татьяна Севрюкова Москва                                                     | 13,91 м    | Анна Андреева Москва                   | 13,54 м    | Клавдия Точёнова Ленинград           | 13,21 м    |
| Метание диска    | Нина Думбадзе Грузинская ССР Тбилиси                                         | 46,63 м    | Клавдия Маючая Москва                  | 40,06 м    | Клавдия Точёнова Ленинград           | 40,02 м    |
| Метание копья    | Клавдия Маючая Москва                                                        | 47,46 м    | Людмила Анокина Ленинград              | 46,53 м    | Лидия Албул Ленинград                | 42,74 м    |
| Метание гранаты  | Клавдия Маючая Москва                                                        | 47,37 м    | Антонина Цимот Ленинград               | 46,54 м    | Татьяна Карпова РСФСР Иваново        | 46,48 м    |
| Пятиборье        | Александра Чудина Москва                                                     | 4476 очков | Клавдия Точёнова Ленинград             | 3699 очков | Клавдия Маючая Москва                | 3648 очков |
| Эстафета 4×100 м | Москва Валентина Летова Галина Турова Мария Барылова Евгения Сеченова        | 49,5       | Украинская ССР                         | 50,2       | Латвийская ССР                       | 51,7       |
| Эстафета 4×200 м | Москва Валентина Летова Валентина Андрианова Мария Барылова Евгения Сеченова | 1.44,2     | Ленинград                              | 1.46,9     | Украинская ССР                       | 1.47,5     |

### Юноши
| Дисциплина                            | Золото                       | Золото  | Серебро              | Серебро | Бронза                  | Бронза  |
| ------------------------------------- | ---------------------------- | ------- | -------------------- | ------- | ----------------------- | ------- |
| 200 м                                 | Леван Санадзе Грузинская ССР | 23,0    | Тимофей Лунёв РСФСР  | 23,1    |                         |         |
| Толкание ядра                         | Г. Кавталадзе Грузинская ССР | 12,01 м | Николай Колчин РСФСР | 11,35 м | В. Мания Грузинская ССР | 11,10 м |
| Метание диска                         | Миллер Латвийская ССР        | 34,12 м |                      |         |                         |         |
| Метание молота                        | Юрий Щербаков Ленинград      | 45,60 м |                      |         |                         |         |
| Прыжок в высоту                       | Юрий Финке Узбекская ССР     |         |                      |         |                         |         |
| Прыжок с шестом                       | Г. Фридрих Латвийская ССР    | 3,56 м  |                      |         |                         |         |
| Прыжок в длину                        | Леван Санадзе Грузинская ССР | 6,50 м  | Осипов РСФСР         | 6,42 м  | Яниорг Эстонская ССР    | 6,40 м  |
| Шведская эстафета (800+400+200+100 м) | РСФСР                        | 3.29,8  |                      |         |                         |         |

### Девушки
| Дисциплина     | Золото                     | Золото  | Серебро                   | Серебро | Бронза                | Бронза  |
| -------------- | -------------------------- | ------- | ------------------------- | ------- | --------------------- | ------- |
| 200 м          | Юта Сандбанк Эстонская ССР | 26,3    |                           |         |                       |         |
| 400 м          | В. Сокольская Москва       | 1.03,1  |                           |         |                       |         |
| Прыжок в длину | Лидия Бородина Москва      | 5,12 м  | И. Евзекова Москва        | 5,09 м  | Н. Герасимова Москва  | 4,98 м  |
| Метание диска  | Беляева Ленинград          | 30,97 м | Ахалидияни Грузинская ССР | 29,93 м | Лидия Бородина Москва | 28,80 м |

## Чемпионат СССР по кроссу
Лично-командный чемпионат СССР по кроссу 1946 года прошёл 9 июня в Измайловском парке Москвы. На старт вышли 377 участников.

### Личное первенство
| Место | Спортсмен                                                                              | Время   |
| ----- | -------------------------------------------------------------------------------------- | ------- |
| 1     | Владимир Казанцев Москва                                                               | 25.36,6 |
| 2     | Феодосий Ванин Москва                                                                  | 25.47,4 |
| 3     | Алексей Тюленев Москва                                                                 | 25.52,6 |
| 4     | А. Свинухов Львовская область                                                          | 26.01,0 |
| 5     | Яков Пунько Москва                                                                     | 26.06,0 |
| 6     | Василий Гордиенко Ленинград                                                            | 26.11,0 |
| 7     | Григорий Ермолаев Москва                                                               | 26.28,0 |
| 8     | Пётр Степанов Москва                                                                   | 26.42,0 |
| 9     | Н. Петров Москва                                                                       | 26.48,0 |
| 10    | А. Ветринас Литовская ССР                                                              | 27.01,0 |
| …     | …Асланов[уточнить] Азербайдхан…Поршнев[уточнить] Черновицкая область…Л. Лавров Москва… | …       |
| 152   | Н. Иванов Измаильская область                                                          |         |
| …     | …                                                                                      | …       |

| Место | Спортсменка                          | Время  |
| ----- | ------------------------------------ | ------ |
| 1     | Ольга Овсянникова «Труд» Москва      | 6.30,8 |
| 2     | Тамара Панкратова Московская область | 6.34,6 |
| 3     | Анна Зайцева Москва                  | 6.36,4 |
| 4     | Анна Мушкина Москва                  | 6.46,0 |
| 5     | Татьяна Морозова Ленинград           | б.52,0 |
| 6     | Е. Телеченкова Ленинград             | 6.59,0 |
| 7     | А. Бавкун[уточнить] Тульская область | 7.01,0 |
| 8     | Р. Розанова Тульская область         | 7.02,2 |
| 9     | В. Новикова Смоленская область       | 7.03,8 |
| 10    | А. Ромашова РСФСР Свердловск         | 7.05,0 |
| …     | …                                    | …      |

### Командное первенство
| Место | Команда             | Очки |
| ----- | ------------------- | ---- |
| 1     | Москва              | 2    |
| 2     | Ленинград           | 5    |
| 3     | Челябинская область | 13   |
| 4     | Свердловск          | 15   |
| 5     | Ивановская область  | 15,5 |
| 6     | Тульская область    | 22,5 |
| 7     | Литовская ССР       | 24   |
| 8     | Черновицкая область | 26,5 |
| 9     | Московская область  | 35   |
| 10    | Витебская область   | 38   |
| 19    | Харьков             | ?    |
| 21    | Грузинская ССР      | ?    |
| 24    | Киев                | ?    |
| 38    | Эстонская ССР       | ?    |
| 59    | Горький             | ?    |